# 焦尔哈德机场
焦尔哈德 ，位于印度阿萨姆邦焦尔哈德西南7km。2019年2月数据为阿萨姆邦第四大民航机场。 （页面存档备份，存于） （页面存档备份，存于）:  
20世纪五十年代建成。曾是印度空军在东北部地区的第一座空军基地。 
目前驻有两个中队的安-32运输机，向藏南地区空运。

## 航线
| 航空公司 | 目的地   |
| -------- | -------- |
| 靛蓝航空 | 加尔各答 |